# З неба на землю
«З неба на землю» («С неба на землю») — радянський художній фільм 1986 року, знятий режисером Яковом Сегелем на Кіностудії ім. М. Горького.

## Сюжет
Історія сільського хлопця, який став солдатом в дуже молодому віці й пройшов шлях до самого Берліна, що фронтовий шлях самого режисера.

## У ролях
- Геннадій Фролов — Коля Ісаєв
- Ганна Назар'єва — Катя
- Микола Мерзлікін — генерал
- Людмила Полякова — Парасковія
- Світлана Тормахова — мати Каті
- Бердигалі Сандибаєв — роль другого плану
- Давид Вінкенштерн — роль другого плану
- Борис Сморчков — дядько Каті
- Георгій Ніколаєнко — роль другого плану
- Віктор Струнніков — роль другого плану
- Аршак Оганян — роль другого плану
- Володимир Анікін — роль другого плану
- Євген Дегтяренко — роль другого плану
- Василь Кравцов — божевільний старий
- Володимир Мишкін — роль другого плану
- Геннадій Петров — роль другого плану
- Андрій Порошин — роль другого плану
- Олександр Рахленко — старший лейтенант
- Юрій Соколов — полковник
- Костянтин Степанов — роль другого плану
- Олег Федулов — роль другого плану
- Володимир Шихов — роль другого плану
- Віктор Іванов — військовий

## Знімальна група
- Режисер — Яків Сегель
- Сценарист — Яків Сегель
- Оператор — В'ячеслав Звонілкін
- Композитор — Ян Френкель
- Художник — Олександр Діхтяр